# Harald Ebert
Harald Ebert (* 19. September 1958 in Aschaffenburg) ist ein deutscher Sonderpädagoge.

## Leben
Harald Ebert wurde in Aschaffenburg geboren und studierte zwischen 1978 und 1983 nach einer Ausbildung als Bäcker an der Universität Würzburg Sonderpädagogik, Soziologie und Pädagogik. Zwischen 1983 und 1984 beendete Harald Ebert sein Bäckerhandwerk mit der Meisterprüfung. In den Jahren 1984 bis 1991 war Harald Ebert an mehreren unterfränkischen Schulen tätig. Von 1991 bis 1998 war er hauptberuflicher Dozent an der Universität Würzburg für die Fachrichtung Geistigbehindertenpädagogik.
Von 1998 bis 2002 verantwortete er im Auftrag des Schulvereins Main-Spessart die Arbeit der „frühen Hilfen“, das waren die Frühförderstelle des Schulvereins, die schulvorbereitenden Einrichtungen, die Diagnose- und Förderklassen, die mobilen sonderpädagogischen Dienste in Kindergärten und Schulen. Zugleich war er mit der Aufgabe des stellvertretenden Leiters verschiedener Tagesstätten betraut.
Im Jahr 2000 beendete er sein Promotionsstudium mit den Fächern Soziologie, Pädagogik und Sonderpädagogik. Maßgeblich geprägt wurde das heilpädagogische Denken und Handeln durch Andreas Möckel.
Harald Ebert war vom Beginn des Schuljahres 2002/2003 bis zum Ende des Schuljahres 2024/2025 Schulleiter der Don-Bosco-Berufsschule, einer Berufsschule zur sonderpädagogischen Förderung. Er unterstützte neben seiner Arbeit als Schulleiter die Arbeitsgemeinschaft „behinderte Familien“ des Familienbundes der Katholiken in der Diözese Würzburg. Mit seiner Schule erzielte er 2015 den Deutschen Schulpreis. Harald Ebert ist Träger des päpstlichen Silvesterordens.

## Werke
- Als Herausgeber zusammen mit Andreas Möckel, Erwin Breitenbach und Wolfgang Drave: Prävention der Lese-Rechtschreibschwäche. Würzburg: Bentheim Bildung 1999.
- Menschen mit geistiger Behinderung in der Freizeit. Bad Heilbrunn: Klinkhart 2000. Zugl.: Würzburg, Univ., Diss., 1999.[3]
- Zusammen mit Hans-Walter Kranert, Ramona Eck und Uwe Tutschku: Inklusive Schulentwicklung an berufsbildenden Schulen : Ergebnisse aus dem Netzwerk Berufliche Schulen Mainfranken. Bielefeld: WBV 2017.[4]
- Zusammen mit Roland Stein, Hans-Walter Kranert und Annika Tulke: Auffälligkeiten des Verhaltens und Erlebens in der Beruflichen Bildung – Eine Studie mit den Achenbach-Skalen. Empirische Sonderpädagogik 7 (2015) 4, S. 341–365.[5]
- Zusammen mit Ramona Eck und Annika Hörenberg: Netzwerk verständliche Sprache: Ein Projekt zur Implementierung von Einfacher weil verständlicher Sprache. In: Stein, Roland und Pierre-Carl Link (Hg.): Schulische Inklusion und Übergänge. Berlin: Frank und Timme 2017. S. 219–230.[6]